# Майор де Акино, Алваро Луис
Алваро (полное имя А́лваро Лу́ис Майо́р де Аки́но, порт. Álvaro Luiz Maior de Aquino; родился 1 ноября 1977 года в Нилополисе, штат Рио-де-Жанейро) — бразильский футболист, центральный защитник. В настоящее время — свободный агент.

## Биография
Алваро начал карьеру в 1997 году в «Сан-Паулу», где год спустя выиграл свой первый трофей — чемпионат штата. В 1999—2000 он выступал в Гоиясе, будучи игроком которого получил вызов в Олимпийскую сборную Бразилии. Принял участие в сиднейской футбольном турнире, а всего за сборную провёл 6 матчей.
В 2001 году перешёл в «Атлетико Минейро», но уже спустя полгода начался испанский этап его карьеры. За 7 лет в Испании Алваро был твёрдым игроком основы в составе трёх клубов — «Лас-Пальмас», «Сарагосы» и «Леванте». В составе Сарагосы в 2004 году Алваро выиграл Королевский кубок и Суперкубок Испании. За время, проведённое в этой стране, Алваро получил испанское подданство.
В 2008 году Алваро перешёл в бразильский «Интернасьонал», в составе которого в декабре стал победителем Южноамериканского кубка. В следующем году Алваро завоевал сразу три титула в составе двух клубов — в начале года победил в чемпионате штата Риу-Гранди-ду-Сул (в этом турнире футболист сумел отличиться одним забитым голом), затем была одержана победа в Кубке банка Suruga. 8 августа Алваро перешёл во «Фламенго», с которым игрок в итоге стал чемпионом Бразилии. Примечательно, что его бывший клуб «Интер» занял второе место, до последнего тура сохраняя шансы на чемпионство.
В 2010 году провёл за «Фламенго» 18 матчей (11 в Лиге Кариока, 5 — в Кубке Либертадорес, 2 — в чемпионате Бразилии), однако после окончания однолетнего контракта Алваро стал свободным агентом.
13 февраля 2010, во время полуфинала Кубка Гуанабара, футболист заявил о том, что он фанат «Фламенго» с самого детства:
За «Фламенго» я болею с детства, ещё с тех пор как я жил в Нилополисе.

## Титулы
- Южноамериканский кубок: 2008
- Чемпион Бразилии: 2009
- Лига Паулиста: 1998
- Лига Гаушу: 2009
- Лига Гоияно (2): 1999, 2000
- Кубок Испании: 2003/04
- Суперкубок Испании: 2004
- Кубок банка Suruga: 2009